# 松迪威帕烏帕齊拉
松迪威帕乌帕齐拉是孟加拉国吉大港縣的一个乌帕齐拉，位於吉大港专区的吉大港縣。。

## 人口
據1991年孟加拉國人口普查，松迪威帕共有戶數45,389戶，人口272,179人。其中男性佔比49.68%，女性佔比50.32%；成年人口122,499人。該地7歲以上人口之平均識字率為35.0%。